# Oscar Gjøslien
Oscar Gjøslien, né le 9 novembre 1909 à Lier et décédé le 20 mai 1995 à Drammen, est un fondeur norvégien.

## Biographie
Il est sélectionné pour son premier championnat majeur en 1934, où il finit seizième. En 1936, il gagne la classique Birkebeinerrennet, une course marathon.
Il a reçu la Médaille Holmenkollen en 1940 après avoir notamment gagné le cinquante kilomètres au Festival de ski d'Holmenkollen en 1935. Il monte sur trois autres podiums sur cinquante kilomètres et un sur dix-huit kilomètres.
En 1939, il remporte la médaille de bronze aux Championnats du monde à Zakopane sur le cinquante kilomètres.
Il est le frère de Henry Gjøslien, également fondeur, vainqueur à Holmenkollen en 1927.

## Palmarès

### Championnats du monde
| Épreuve / Édition | Zakopane 1939 |
| 50 km             | Bronze        |